# Eldormar (slavisk mytologi)

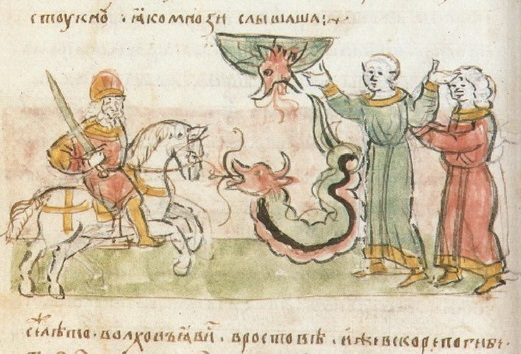
En elddrake (meteorit) som föll från himlen 1091 när Vsevolod I av Kiev var på jakt nära Vysjhorod, ur en.

Eldormar eller elddrakar (ryska: огненный змей, ognennyj zmej, ukrainska: вогняний змій, med flera) är en typ av europeisk drake främst från slavisk mytologi och folktro (där drake ännu kallas orm; ryska: змей, zmej, ”orm/drake”), men som även förekommer i baltisk och svensk folktro, vilken gemensamt sägs framträda som gnistrande eldstrimmor på himlen.

## Slavisk mytologi
I slaviskt mytologi är eldormar främst onda väsen och beskrivs som lysande meteorer som flyger mot kvinnor (även i svenskan har begreppet elddrake använts om meteorer). Utöver namnet eldorm och dylikt bär de även många namn härrörande ”flygande” och ”flyganfall” med mera. På vitryska kallas draken flygande orm/drake (belarusiska: летучий змей).
Den slaviska myten lånar flera element från den utbredda medeltida europeiska drakmyten, såsom att vara ett mänskligt hot i allmänhet men ett hot mot kvinnor i synnerhet, och likt basilisken berättar flera myter att de kan födas ur hönsägg.
Den slaviska myten anknyter även till germansk folktro där tomteväsen och småfolk, särskilt vättar, sägs samla på skatter och vaktar dessa förvandlad till en drake, då slaviska elddrakar i viss myt även utgör husväsen som för med sig välstånd.

## Svensk folktro
I svensk folktro är elddrakar, eller flogdrakar som de främst kallas, mystiska och beskrivs snarast som djur. De flyger som gyllene streck över natthimlen och bor i bergstunnlar de själva borrar, kallade drakarör. Det antas att de samlar på skatter likt andra drakar men mycket lite är känt om dom.